# キム・ジュン (2014年生の俳優)
キム・ジュン（朝: 김준、2014年5月12日 - ）は、韓国の俳優、モデル。2019年に俳優デビューを果たした。

## フィルモグラフィティ
- 2019年 - 구해줘 2
- 2020年 - 賢い医師生活
- 2021年 - 賢い医師生活2
- 2021年 - 紳士とお嬢さん